# Hendrik Peeters-Divoort

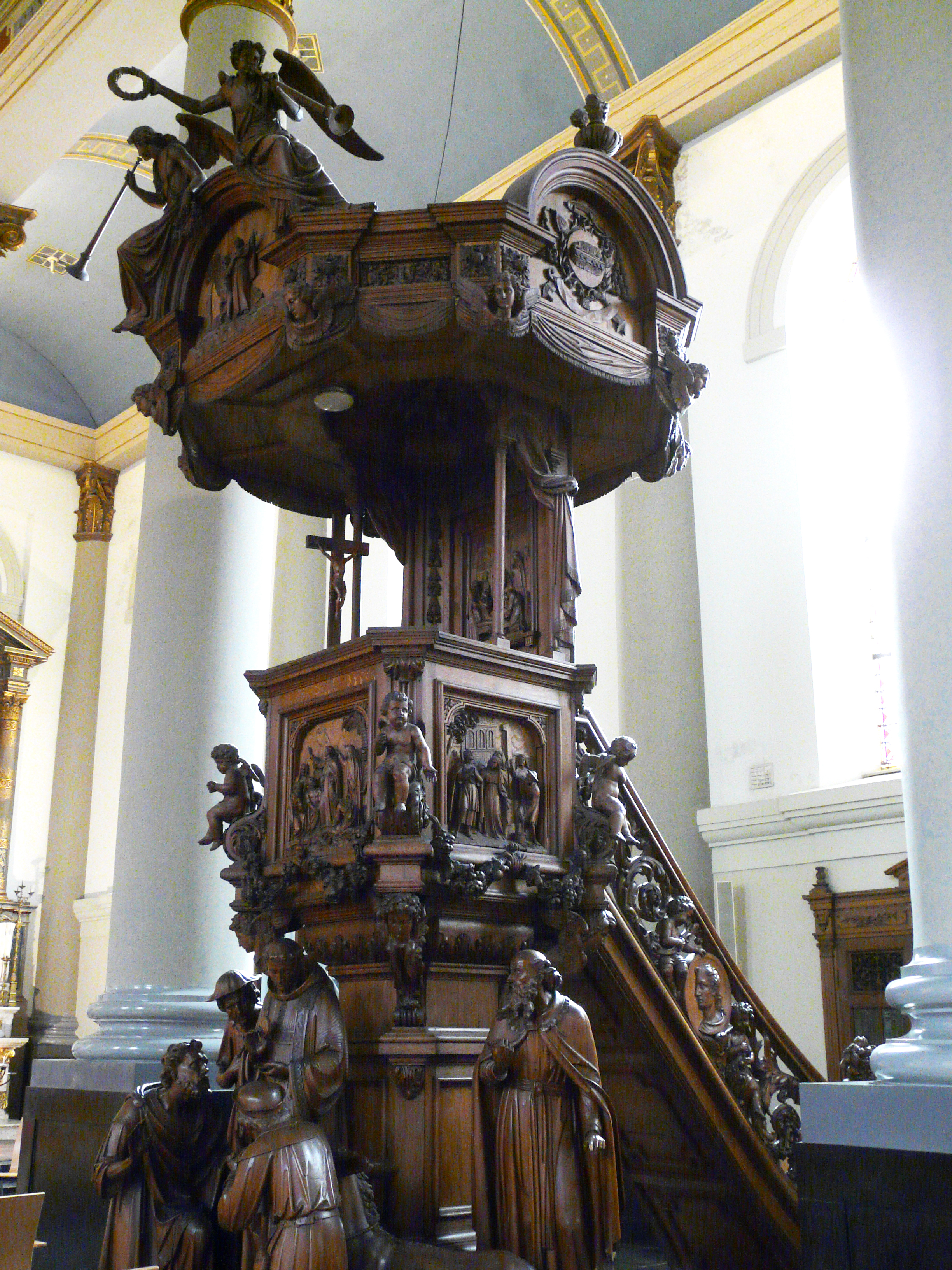
Preekstoel in de Sint-Antoniuskathedraal te Breda

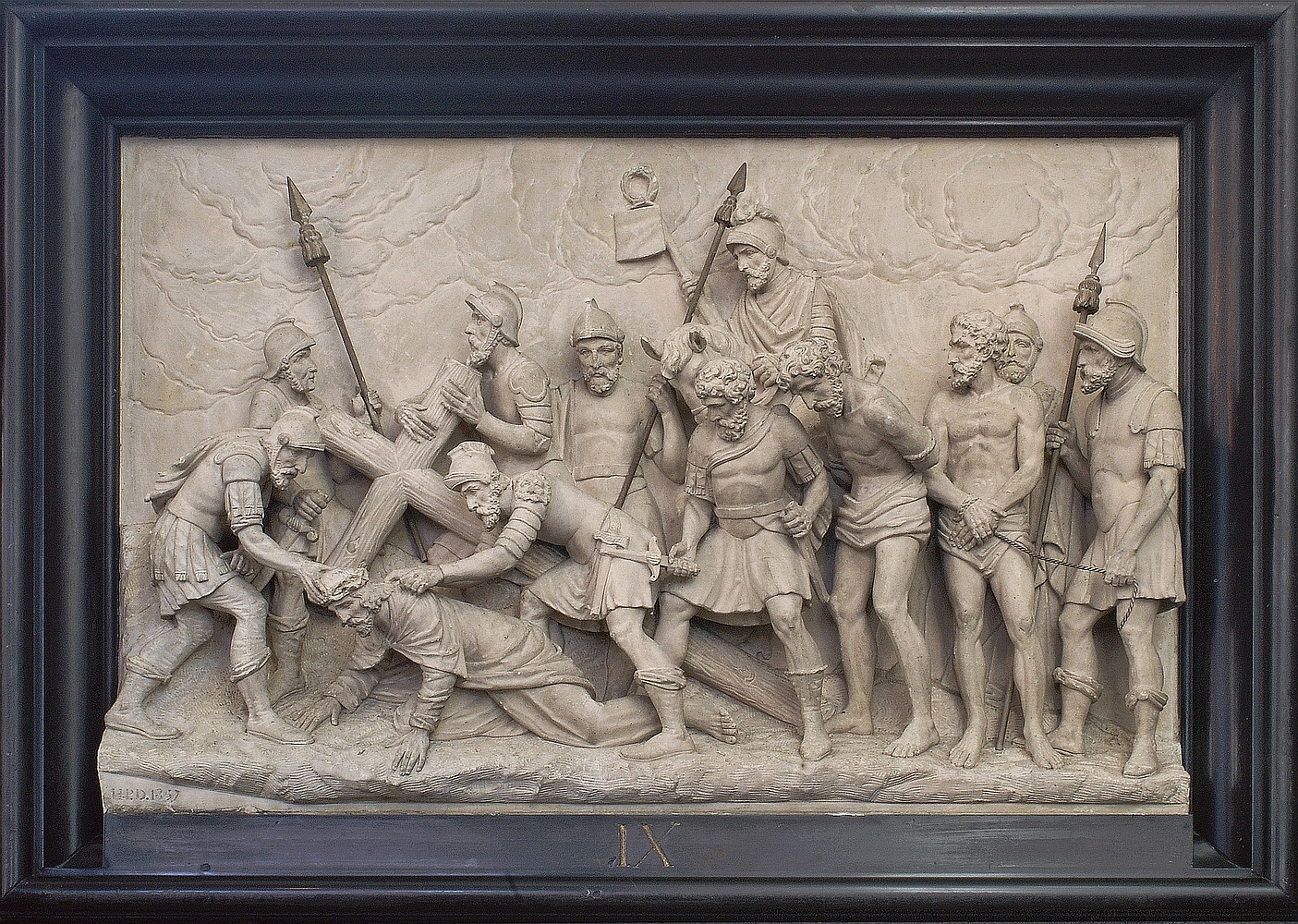
Detail van de kruisweg in de Sint-Pieterskerk te Turnhout

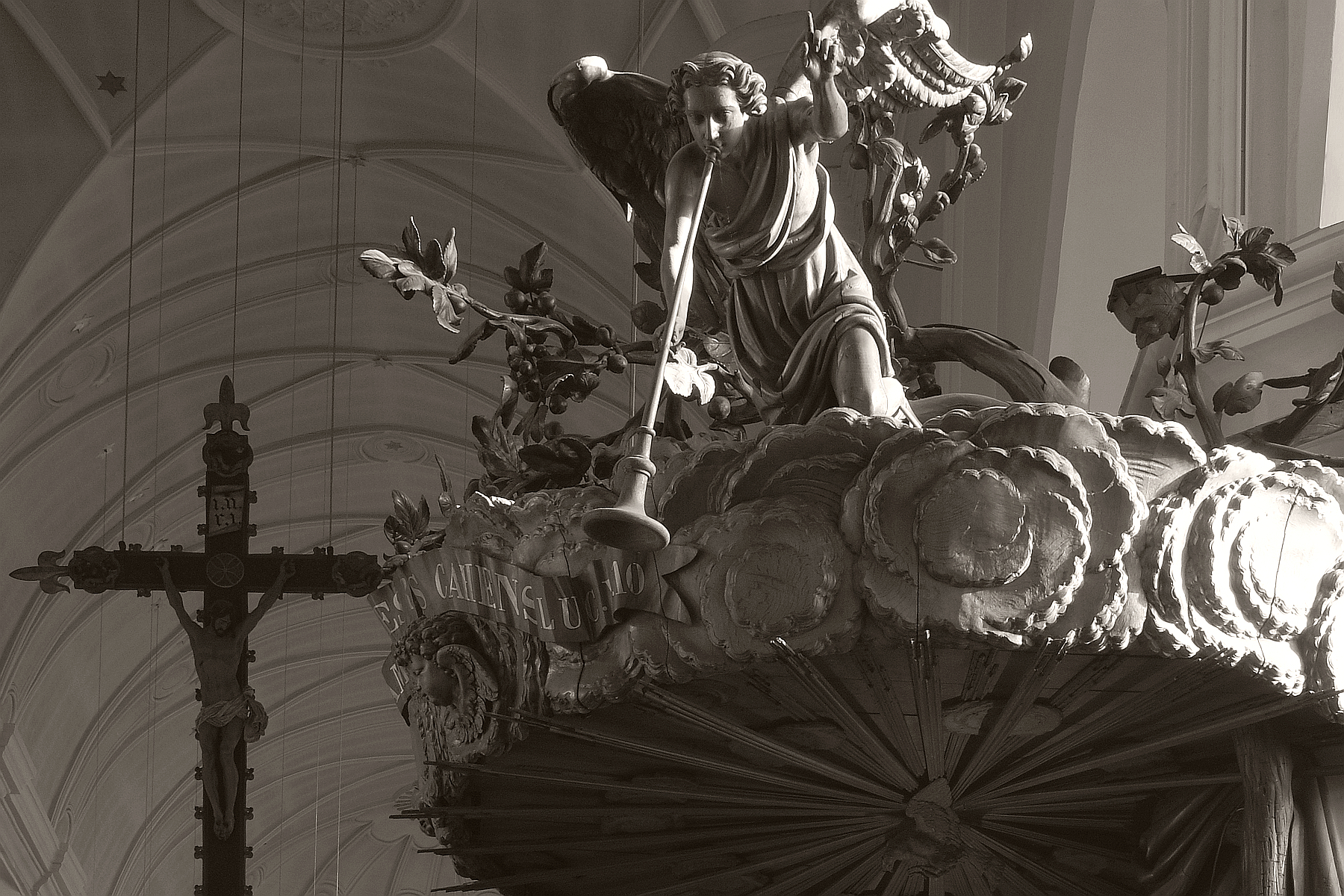
Detail van de preekstoel in de Sint-Pieterskerk te Turnhout

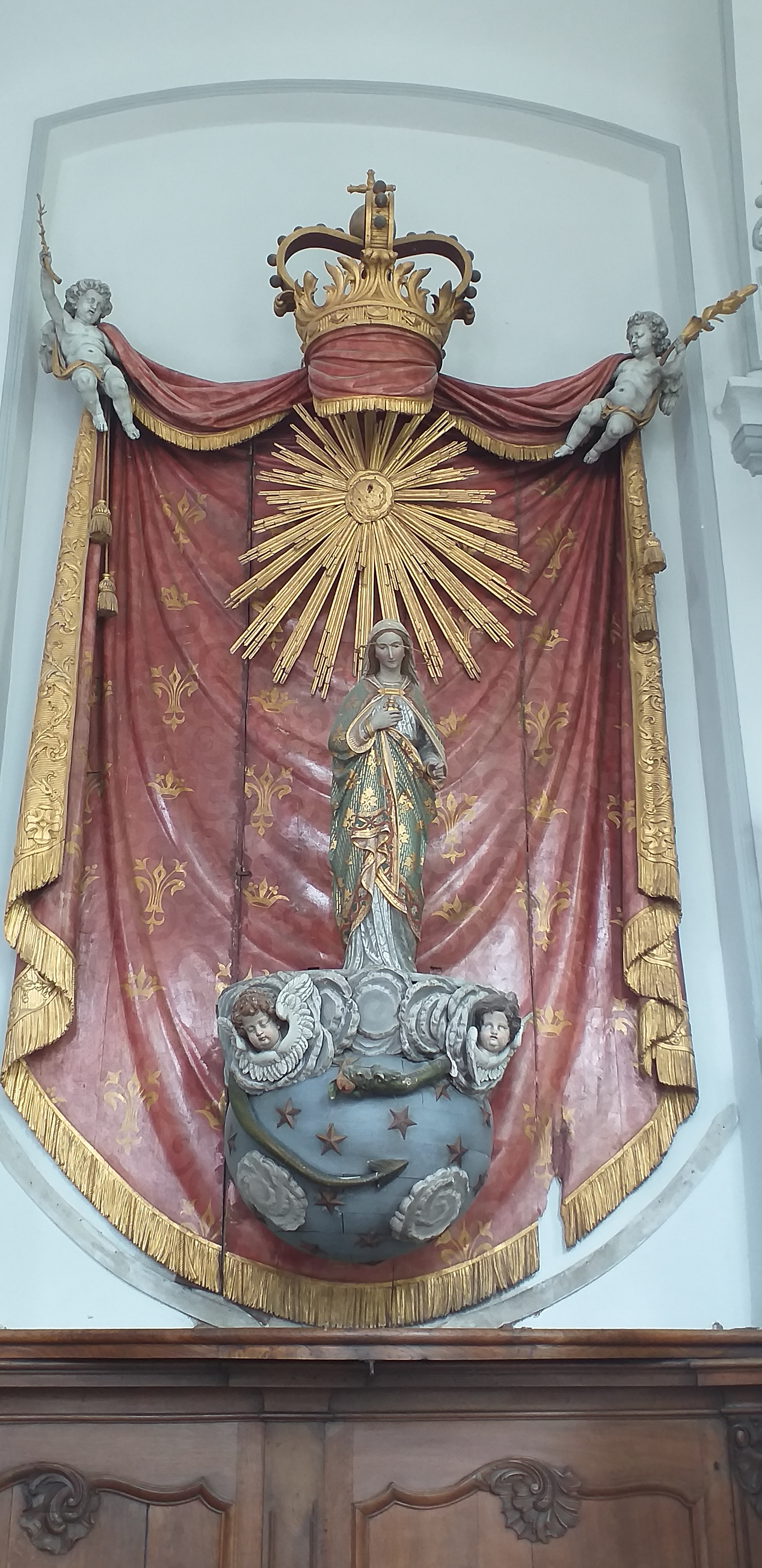
Troon van Onze-Lieve-Vrouw door Hendrik Peeters-Divoort (1862) in het Geestelijk Hof ter Welle

Hendrik Peeters (Turnhout op 19 april 1815 – Antwerpen op 29 juni 1869) was een Belgische beeldhouwer.

## Leven
Hendrik Peeters was de zoon van Louis Peeters en diens tweede echtgenote Anna Catharina Peeters.
Vader Peeters voorzag als wever in het levensonderhoud van zijn gezin en overleed reeds in 1818, toen Hendrik slechts 3 jaar was.
Vele vooraanstaande figuren op het vlak van architectuur, beeldhouwkunst en schilderkunst studeerden destijds aan de Academie te Antwerpen en dit was ook het geval voor Hendrik.
Hij werd er ingeschreven vanaf 1832, dus op 17-jarige leeftijd, en dit tot 1838.
Gedurende zijn vertoef te Antwerpen zou hij op twee verschillende plaatsen in de Blindestraat gewoond hebben, om ten slotte in de Leguit (Schipperskwartier) te verblijven.
Hij zou te Antwerpen bij beeldhouwer Jacob Van der Neer in de leer geweest zijn of hem alleszins meermaals bezocht hebben. Men vermoedt dat Van der Neer´s echtgenote een familiale band had met Hendrik´s ouders.
Nauwelijks 24 jaar werd Hendrik zelf vader. Uit zijn huwelijk met de Antwerpse Maria Joanna Divoort (° 26 januari 1819) werd in 1839, in ´t begin van het jaar (op 10 januari) een eerste kindje geboren: Julia Joanna Cornelia Peeters. Later in datzelfde jaar keerde Hendrik terug naar Turnhout en stichtte er terstond, in de Korte Begijnenstraat, een werkplaats voor beeldhouwers. Zijn schoonbroer Pierre Joseph Divoort (°Antwerpen 15 maart 1821) kwam mede in deze onderneming, maar zijn rol is niet echt duidelijk. Vanaf het begin kreeg het beeldhouwersbedrijf de naam Hendrik Peeters-Divoort, hiermee verwijzend naar de deelname van de schoonbroer, die zich levenslang engageerde. De onderneming kwam zeer snel tot bloei, en had (zowel in België als in zuidelijk Nederland) vele klanten. 
Dit succes had tot gevolg dat Hendrik Peeters geregeld beeldhouwers aanwierf. Het inspireerde ook vele anderen, hetgeen leidde tot de plaatselijke vestiging van verscheidene ateliers: Pieter Pauwel De Meyer, Napoleon Daems (beiden leerling van Hendrik Peeters), Josephus Marijnen, enzovoort. Op zeker ogenblik stonden te Turnhout zowat driehonderd beeldhouwers in het bevolkingsregister ingeschreven.
Hendrik breidde zijn gezin verder uit met vier dochters en drie zonen, in totaal dus acht kinderen. Twee zonen volgden een opleiding in de kunst, de derde in de architectuur.
Na ruim 26 jaren activiteit in Turnhout verhuisde de familie op 26 maart 1866 opnieuw naar de Leguit in Antwerpen. Daar zette Hendrik Peeters zijn atelier verder, doch niet voor lang want drie jaren na de verhuis overleed hij, op 54-jarige leeftijd. Dit betekende echter niet het einde van zijn onderneming, want zijn zoon Pietje Peeters zette zijn schouders onder het bedrijf: de toegepaste stijl bleef gehandhaafd, het in dienst zijnde personeel bleef behouden, de lopende bestellingen werden geleverd en nieuwe werden aangenomen. Ook zijn oom, Pierre Joseph Divoort, bleef bijstand bieden.

## Werken(selectie)
- Tilburg. H. Dionysiuskerk. Beeld van de H. Vincentius a Paulo (1840)
- Aalst. Jezuïetenkapel (Sint-Jozefscollege). Preekstoel (1852).
- Turnhout. Sint-Pieterskerk. Kruisweg (1852-1858).
- Schijndel. Sint-Servatiuskerk. Preekstoel (gedeeltelijk) (1855).
- Burst. St-Martinuskerk. Preekstoel (~ 1855).
- Hoogstraten. Sint-Catharinakerk. Grafmonument van Pieter Frans van Erven (1856).
- Balen. Sint-Andrieskerk. Kruisweg (1858).
- Mol. Sint-Pieter en Pauwelkerk. Beelden van de H. Aloysius (1856) & H. Rochus (1866).
- Hoogstraten. Sint-Katharinakerk. Restauratie van het uit 1532 daterende koorgestoelte (1857-1859).
- Turnhout. Sint-Pieterskerk. Preekstoel (1862).
- Bergen-Op-Zoom. Sint-Gertrudiskerk Front van de orgelkast (1863-1864).
- Prinsenbeek. Onze-Lieve-Vrouwekerk. Neogotisch hoofdaltaar (1864-1867). Bevindt zich thans in de St-Laurentiuskerk in Voorschoten.
- Belœil. Sint-Pieterskerk. Preekstoel. Naar de plans van bouwmeester Eugène Carpentier (1865).
- Mol. Sint-Pieter en Pauwelkerk. Preekstoel (1866).
- Vosselaar. Onze-Lieve-Vrouwekerk. Kruisweg (~1867). In 1912 gepolychromeerd; omstreeks 1970 wit overschilderd.
- Balen. Sint-Andrieskerk. Kruiswegstaties.
- Beveren. Sint-Martinuskerk. Altaar van het H. Hart van Jezus & dubbele trap voor de uit 1623 daterende preekstoel.
- Breda. Sint-Antoniuskathedraal. Preekstoel.
- Delfzijl. Doopvont in het Rooms-Katholieke Kerkje.
- Elewijt. Sint-Hubertuskerk. Communiebank.
- Frasnes-lez-Gosselies. Sint-Niklaaskerk. Twee zijaltaren.
- Opwijk. Sint-Pauluskerk. Hoofdaltaar & religieuze beelden: Jezus met het kruis, Vincentius a Paolo, Rochus van Montpellier, Antonius abt, Aloysius van Gonzaga, Franciscus van Sales, Franciscus Xaverius, Cornelius, Johannes Berchmans.
- Kasterlee. Sint-Willibrorduskerk. Preekstoel.
- Kessel. Sint-Lambertuskerk. Bas-reliëf: OLV en de H.Dominicus.

Mechelen. Sint-Aloysiuskapel van het Berthoutinstituut-Klein Seminarie (BimSem). Preekstoel met afbeeldingen van Sint-Aloysius, H. Catherina en Sint-Jozef.
- Meer. Onze-Lieve-Vrouw-Visitatiekerk. Biechtstoel.
- Sint-Lenaarts. Sint-Leonarduskerk. Kruisweg.
- Tongre-Notre-Dame. Onze-Lieve-Vrouwebasiliek. Beelden: Oprichting van de Broederschap van Notre-Dame, Aanroeping van Notre-Dame door Lodewijk XIV, Aanroeping van Notre-Dame door Hector, Genezing van  Hector's ogen, Mirakel van Notre-Dame, Gerardus II (bisschop van Kamerijk).
- Turnhout. Klooster van de Kanunnikessen van het H. Hart. Beelden: God de Vader zittend op een wereldbol, de H. Helena, de H. Augustinus van Hippo.
- Turnhout. Sint-Pieterskerk. Aanpassing van het koorgestoelte uit 1713, herkomstig van de priorij van Corsendonk.
- Virginal. Sint-Pieterskerk. Preekstoel.
- Beveren. Sint-Martinuskerk. Onze-Lieve-Vrouwbeeld (1854). Geestelijk Hof ter Welle. Troon van Onze-Lieve-Vrouw (1862)

- RKD-Nederlands Instituut voor Kunstgeschiedenis: 477644